# Вільгельм Шемфіль
Вільгельм Шемфіль (нім. Viktor Schemfil; 18 травня 1879, Відень — 1960) — австро-угорський, австрійський і німецький офіцер, генерал-майор.

## Біографія
1 жовтня 199 року вступив у австро-угорську армію. Учасник Першої світової війни, ад'ютант різних підрозділів. 4 листопада 1918 року потрапив в італійський полон. 16 липня 1919 року звільнений і продовжив службу в австрійській армії. 30 вересня 1933 року вийшов у відставку.
Після аншлюсу переданий в розпорядження вермахту (офіційно — з 1 березня 1938 року). 31 травня 1938 року звільнений з активної служби. 1 серпня 1943 року отримав право носити німецьку форму.

## Звання
- Однорічний доброволець (1 жовтня 1899)
- Титулярний унтер-єгер (27 березня 1900)
- Обер-єгер (1 жовтня 1900)
- Кадет-виконувач обов'язків офіцера (1 січня 1901)
- Лейтенант (1 листопада 1901)
- Обер-лейтенант (1 листопада 1908)
- Гауптман (1 серпня 1914)
- Майор (1 січня 1920)
- Титулярний оберст-лейтенант (8 липня 1921)
- Оберст-лейтенант (13 липня 1928)
- Оберст (21 липня 1932)
- Титулярний генерал-майор (26 вересня 1933)
- Генерал-майор до розпорядження (1 березня 1938)

## Нагороди
- Ювілейний хрест (2 грудня 1908)
- Медаль «За військові заслуги» (Австро-Угорщина)
  - бронзова з мечами (3 вересня 1915)
  - срібна з мечами (30 червня 1917)
- Хрест «За військові заслуги» (Австро-Угорщина)
  - 3-го класу з військовою відзнакою (20 листопада 1915)
  - 3-го класу з військовою відзнакою і мечами (1919)
- Військовий Хрест Карла (26 червня 1917)
- Орден Залізної Корони 3-го класу з військовою відзнакою і мечами (7 лютого 1918)
- Залізний хрест 2-го класу
- Медаль «За поранення» (Австро-Угорщина) з двома смугами (10 вересня 1918)
- Орден Заслуг (Австрія), золотий знак заслуг (29 грудня 1927)
- Ювілейна пам'ятна медаль (Ліхтенштейн) (15 березня 1929)
- Срібний почесний знак «За заслуги перед Австрійською Республікою» (17 березня 1930)
- Пам'ятна військова медаль (Австрія) з мечами
- Почесний хрест ветерана війни з мечами